# سشمت‌کا
سشمت‌کا (انگلیسی: Seshemet ka) یک ملکه همسر احتمالی در مصر باستان در دوران حکمرانی دودمان نخست مصر بود. وی همسر فرعون دن و مادر آنجیب بود.
عناوین سلطنتی او عبارت بودند از:
- بانوی بزرگ عصای هِتِس (Weret-hetes / Wr.t-ḥts)،
- آن‌که حوروس را می‌بیند (Remen-Hor(u) / Rmn-Ḥr.(w))،
- آن‌که شیث را حمل می‌کند (Renmet-Setesh / Rnm.t-Stš).[۳]

اطلاعات بسیار اندکی دربارهٔ سشه‌مت‌کا در دست است، جز سنگ‌نوشته‌ای (سنگ یادبود) که در نزدیکی آرامگاه دن در ابیدوس کشف شده است.
سشمت‌کا تنها زنی نیست که از طریق سنگ یادبود‌ تدفینی شناسایی شده است. سنگ یادبود‌هایی از زنان سلطنتی با نام‌های سمعت و سرت‌حور نیز به‌طور مشابه در ابیدوس پیدا شده‌اند. احتمال دارد این زنان نیز همسران دیگری از پادشاه دن بوده باشند، اما فراتر از نام‌شان چیزی دربارهٔ آن‌ها مشخص نیست.
وُلفرام گراژِتسکی با استناد به آثار فلندرز پتری، تروی و راث، سشمت‌کا را همسر فرعون دجر می‌داند و می‌گوید که او در نزدیکی مجموعه تدفینی دجر در ام‌القعاب ابیدوس دفن شده است.